# Norman Chaney
Norman Myers Chaney (Cambridge, Maryland, 18 de octubre de 1914-Baltimore, Maryland, 29 de mayo de 1936) fue un actor infantil estadounidense, notable por aparecer en 19 comedias de Our Gang como "Chubby" entre 1929 y 1931.

## Primeros años y carrera
Chaney nació el 18 de octubre de 1914 (aunque el libro de Richard Bann y Leonard Maltin "The Little Rascals: Life & Times of Our Gang" afirma que nació en 1918) en Cambridge, Maryland, y se convirtió en miembro de Our Gang en los albores de la era del cine sonoro. Contaba con una personalidad afable, un don para los diálogos graciosos y un impagable ceño de frustración que parecía engullir toda su cara de luna. En otoño de 1928, el productor de Our Gang Hal Roach y el director Robert F. McGowan comenzaron a buscar un actor infantil con sobrepeso para sustituir a Joe Cobb en la popular serie de películas. Cobb tenía doce años y la serie estaba a punto de pasar a la era sonora. Roach y McGowan convocaron un concurso a nivel nacional para encontrar un sustituto de Cobb. Chaney ganó este concurso a principios de 1929 y se le ofreció un contrato de dos años. "Se adaptó con gracia, y a todos nos gustaba, era un buen tipo", dijo McGowan sobre Chaney. Su estancia en la serie fue breve, pero dejó una impresión memorable en generaciones de fanáticos. La expresión del "slow burn" se la enseñó el cómico Edgar Kennedy.
En aquella época, Chaney medía sólo 1,80 m y pesaba unas 113 libras (119 cm y 51 kg respectivamente). Fue apodado "Chubby" por la serie y debutó en la segunda entrada sonora, Railroadin, apareciendo en 19 películas de Our Gang en un periodo de dos años, incluyendo cortometrajes como Boxing Gloves y Teacher's Pet. Norman Chaney y Joe Cobb aparecieron en tres cortometrajes juntos. Los momentos más atractivos de Chubby están en Love Business, en el que compite con Jackie Cooper por el afecto de su profesora, la señorita Crabtree (llevándole flores y caramelos, le propone tímidamente: "No me llames Norman; llámame 'Chubsy-Ubsy'").
En la primavera de 1931, Chaney era cada vez más alto y pesado. Terminó la temporada 1930-31 sin que le ofrecieran otro contrato. Tanto Chaney como sus padres decidieron que no seguiría actuando después de su último cortometraje de Our Gang, Fly My Kite. La salida de Chaney se produjo durante un período de gran renovación del elenco, ya que Allen Hoskins (miembro del reparto original de 1922), Jackie Cooper y Mary Ann Jackson también habían superado la serie.

## Últimos años y muerte
Tras dejar la serie, Chaney regresó a Baltimore y asistió a la escuela estatal, donde destacó en sus estudios. A pesar de llevar una dieta normal y hacer ejercicio con regularidad desde la infancia, siguió ganando peso y llegó a superar los 300 lb (140 kg), aunque nunca creció más allá de los 4 ft 7 in (1.4 m). Su peso siguió aumentando, y se descubrió que tenía una dolencia glandular. En 1935, Chaney se sometió a un tratamiento para la dolencia en el Hospital Johns Hopkins; su peso bajó entonces de más de 300 lb (140 kg) a menos de 140 lb (64 kg).
Chaney enfermó gravemente por el estrés que la rápida pérdida de peso causó en su cuerpo y murió de miocarditis el 29 de mayo de 1936 a la edad de 21 años, según su certificado de defunción. En el momento de su muerte, Chaney pesaba 110 lb (50 kg). Chaney fue el primero de los alumnos habituales de Our Gang en haber muerto.
Chaney fue enterrado en el cementerio de Baltimore, en su ciudad natal. Su tumba permaneció sin marcar durante 76 años porque su madre no pudo permitirse una lápida para él o para ella. Aunque se le pagaba un salario semanal por sus apariciones en el cine, nunca recibió ningún derecho de autor ni residual por los usos posteriores de las películas. Una campaña de recaudación de fondos en línea dirigida por el músico de rock de Detroit, MIKAL, recaudó 4.500 dólares para la colocación de lápidas en las tumbas de Chaney y de su madre. Las lápidas de negro granito grabadas, ambas de 16 pulgadases (40,64 cm) de alto y 28 pulgadas (71,12 cm) de ancho, fueron inauguradas el 10 de noviembre de 2012.

## Filmografía
- Railroadin' (1929)
- Lazy Days (1929)
- Boxing Gloves (1929)
- Bouncing Babies (1929)
- Moan and Groan, Inc. (1929)
- Shivering Shakespeare (1930)
- The First Seven Years (1930)
- When the Wind Blows (1930)
- Bear Shooters (1930)
- A Tough Winter (1930)
- Pups Is Pups (1930)
- Teacher's Pet (1930)
- School's Out (1930)
- Helping Grandma (1931)
- Love Business (1931)
- Little Daddy (1931)
- The Stolen Jools (1931)
- Bargain Day (1931)
- Fly My Kite (1931)